# Torre dell'orologio (Noale)
La Torre dell'orologio, chiamata anche Torre grande, Torre trevisana o Torre civica, è una torre medievale situata a Noale, nella città metropolitana di Venezia.
La torre, con l'omonima porta, costituiva l'entrata orientale e più importante dell'antico borgo medioevale di Noale.

## Storia

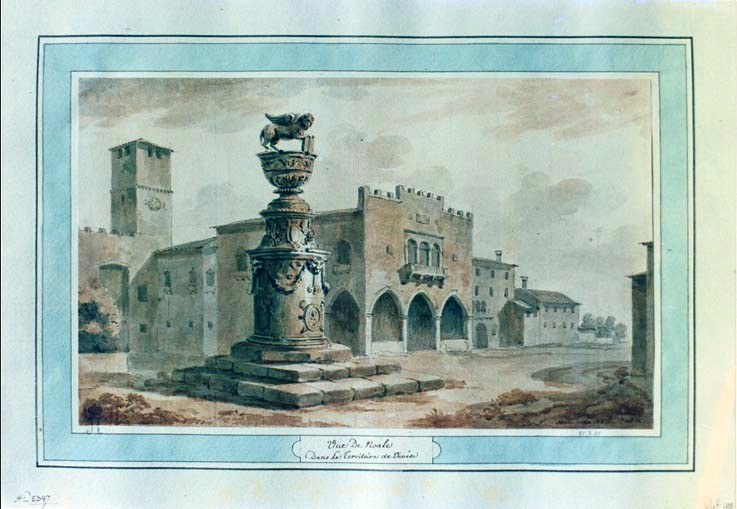
Charles-Louis Clérisseau, Vista di Noale (acquerello, 1760)

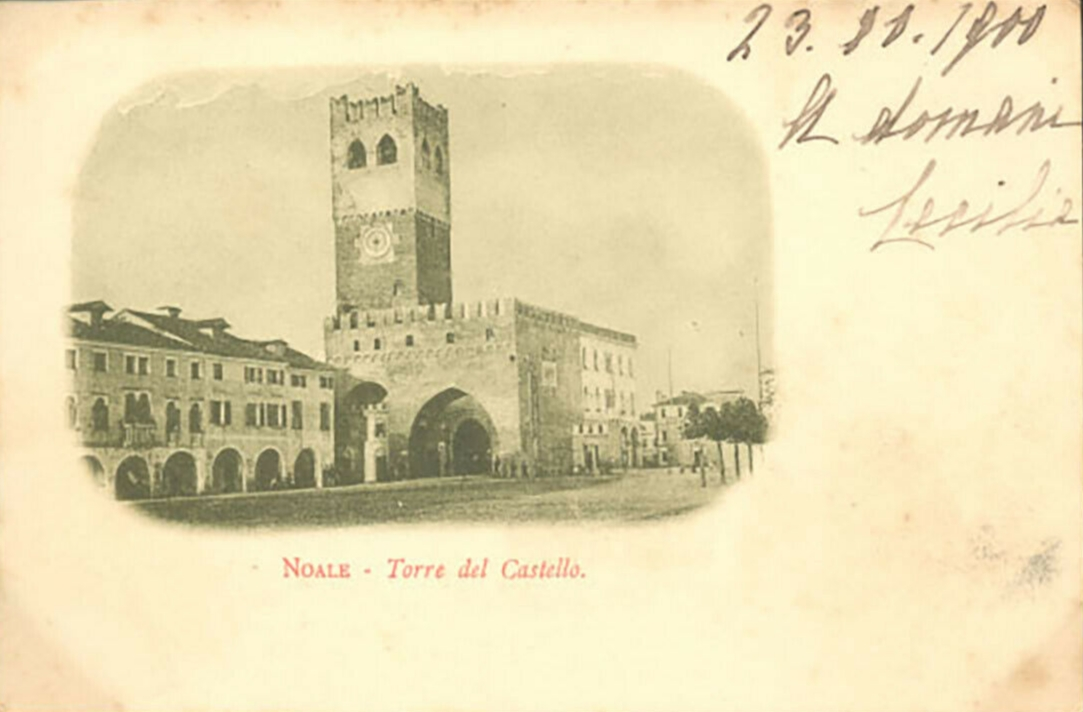
La torre nel 1900

Pur non conoscendo la data esatta di costruzione, è documentato che nel 1193 venne sottoscritto, davanti alla porta orientale, il più antico documento noto che parla del castello di Noale. La torre crollò nel 1261 a causa di un uragano; in seguito fu ricostruita, ma nel 1367 venne nuovamente rasa al suolo da un violento terremoto.
Fino al 1544 la torre era ricoperta da lastre di piombo.
La Torre dell'orologio fu ritratta nel 1760 dal pittore parigino Charles-Louis Clérisseau in un acquarello (oggi esposto al museo dell'Ermitage di San Pietroburgo), in cui si nota il tetto di coppi a quattro spioventi e due balestriere su ogni lato.
Fra il 1780 e il 1836 la sommità della torre, raggiungibile tramite sei solai di legno sostenuti da modiglioni in pietra e muniti di scale ripide, fu abbellita con merli ghibellini in pietra di Vicenza e pietra d'Istria; nel merlo dell'angolo sud-est è peraltro presente un'incisione che riporta l'iscrizione ANNO BIZESTRO MDCCCXXXVI (anno bisestile 1836). La parte superiore della torre venne altresì intonacata ed imbiancata, colorando di giallo e rosso gli archetti del marcapiano.
Dopo un intervento di pulizia neglia anni 1972-1974, la torre fu oggetto di lavori conservativi nel 1979-1980, a cui seguì nel 1995 la sostituzione delle parti lignee rovinate dalle infiltrazioni d'acqua piovana. Nel 2012-2013 è stato eseguito un radicale restauro che ha riportato la torre agli antichi splendori.
La torre viene utilizzata ogni anno, in occasione del Palio di Noale, per riproporre uno spettacolo pirotecnico che ne simula l'incendio.

## Architettura

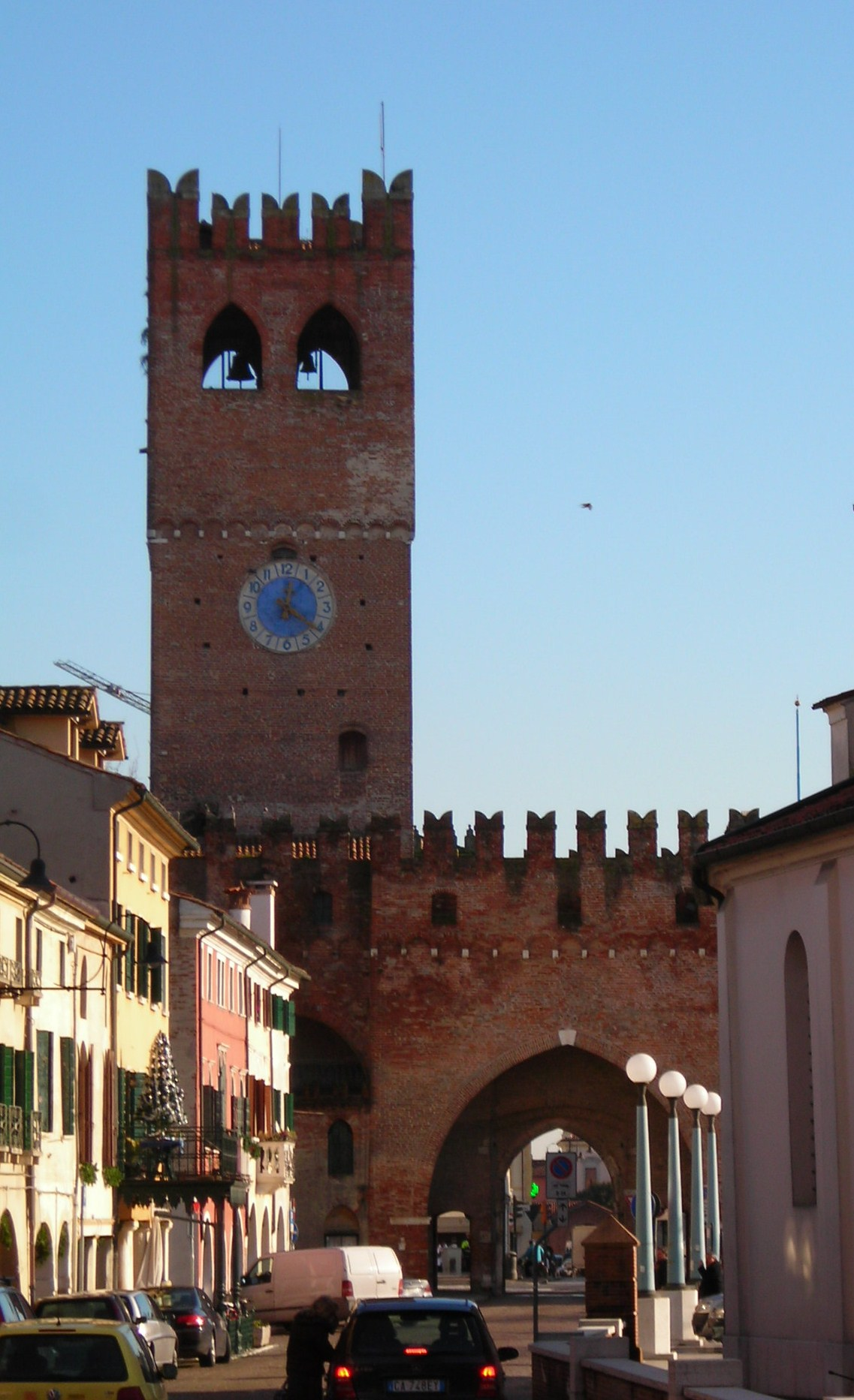
Torre dell'orologio nel 2010

La torre dell'orologio è alta 32,45 metri e a pianta quadrata con lati di cinque metri. Lo spessore dei muri è di 150 cm nei lati nord e ovest e di 105 cm nei restanti lati. La struttura della torre è aperta fino alla terrazza sommitale, la quale è sorretta da una volta a botte in cui sono presenti due fori, uno utilizzato come camino e l'altro per collegare, tramite corde, la cima con il pianterreno. Le porte, la finestra e le grandi balestriere sono realizzate con quattro o cinque archetti a sesto ribassato, con mattoni posti in costa mentre le piccole balestriere hanno un archetto a sesto ribassato e i mattoni della copertura disposti a falsa cupola (a tholos). All'esterno delle balestriere grandi sono visibili i ganci in ferro a cui veniva agganciata la protezione regolabile in legno.
La cella sommitale settecentesca è caratterizzata da finestre ad arco ogivale e un marcapiano con archetti con resti di colore giallo e rosso.

## Orologi
La torre possiede due orologi circolari dai quadranti celesti fatti installare nel 1489 dalla Repubblica di Venezia, la quale era solita far montare tali meccanismi sulle torri civiche dei propri territori anziché sui campanili delle chiese: i veneziani volevano così far sapere al mondo che il tempo doveva essere scandito dalla Serenissima, e non dalla Chiesa.
Il meccanismo originale dell'orologio fu modificato nel 1560 e sostituito tra la fine del XVIII secolo e l'inizio del XIX secolo con una macchina all'inglese con due tamburi allineati in parallelo. Nel 1962 l'antico meccanismo venne sostituito da un orologio elettromeccanico, rimpiazzato a sua volta dall'odierno dispositivo elettronico computerizzato che suona anche le campane. Al quinto piano della torre è conservato l'argano in legno con i pesi in pietra usati per la regolazione dell'orologio.
Il quadrante che si trova sulla facciata verso piazza Castello riporta i numeri arabi, mentre all'opposto quello sull'incrocio delle Quattro Strade ha i numeri romani, questi ultimi realizzati solo negli anni 1960 (in precedenza la numerazione araba era presente su entrambi i lati). Le ore sono segnate in entrambi i quadranti da una coppia di lancette dorate (fino agli anni '60 era presente in entrambi i lati una lancetta unica a forma di sole a otto raggi, di cui uno più lungo).

## Campane
La cella campanaria possiede un concerto di 2 campane in La bemolle maggiore (La♭3) crescente a slancio.
La campana piccola è quella più antica di Noale e venne fusa durante il dominio della Serenissima nel marzo 1563 su ordine del podestà Santo Contarini, come risulta dalle incisioni del leone di San Marco e dello stemma con le iniziali "S.C."; in origine fu collocata nel mastio della Rocca dei Tempesta, da cui fu poi spostata alla Torre dell'orologio nel 1755, prendendo poi il nome di "campana della scuola" poiché viene suonata per segnare gli orari delle lezioni scolastiche, oltre che per battere i quarti d'ora.
La seconda campana, chiamata campana maggiore o realtina, venne commissionata dal podestà veneziano Negri nel 1723 per sostituirne una precedente danneggiata.  Tradizionalmente, questa campana suona alle 9:00 del mattino per indicare ai contadini l'ora del pasto e suona anche alla sera alle 21:00 in inverno e alle 22:00 in estate per avvisare che le porte del castello si stanno per chiudere.
Inoltre alle 12:05 e alle 00:05 viene suonata la meridiana, composta da 33 rintocchi doppi su tutte e 2 le campane a martello, divisi in 3 serie da 11 ciascuno, per ricordare la passione di Gesù.

## Galleria d'immagini

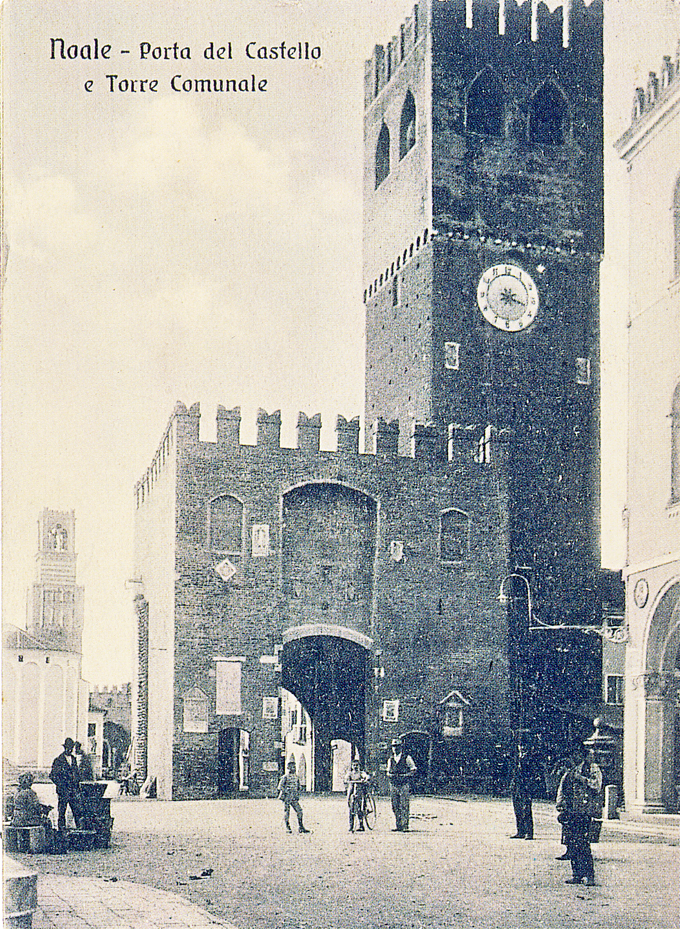
La torre nel 1915
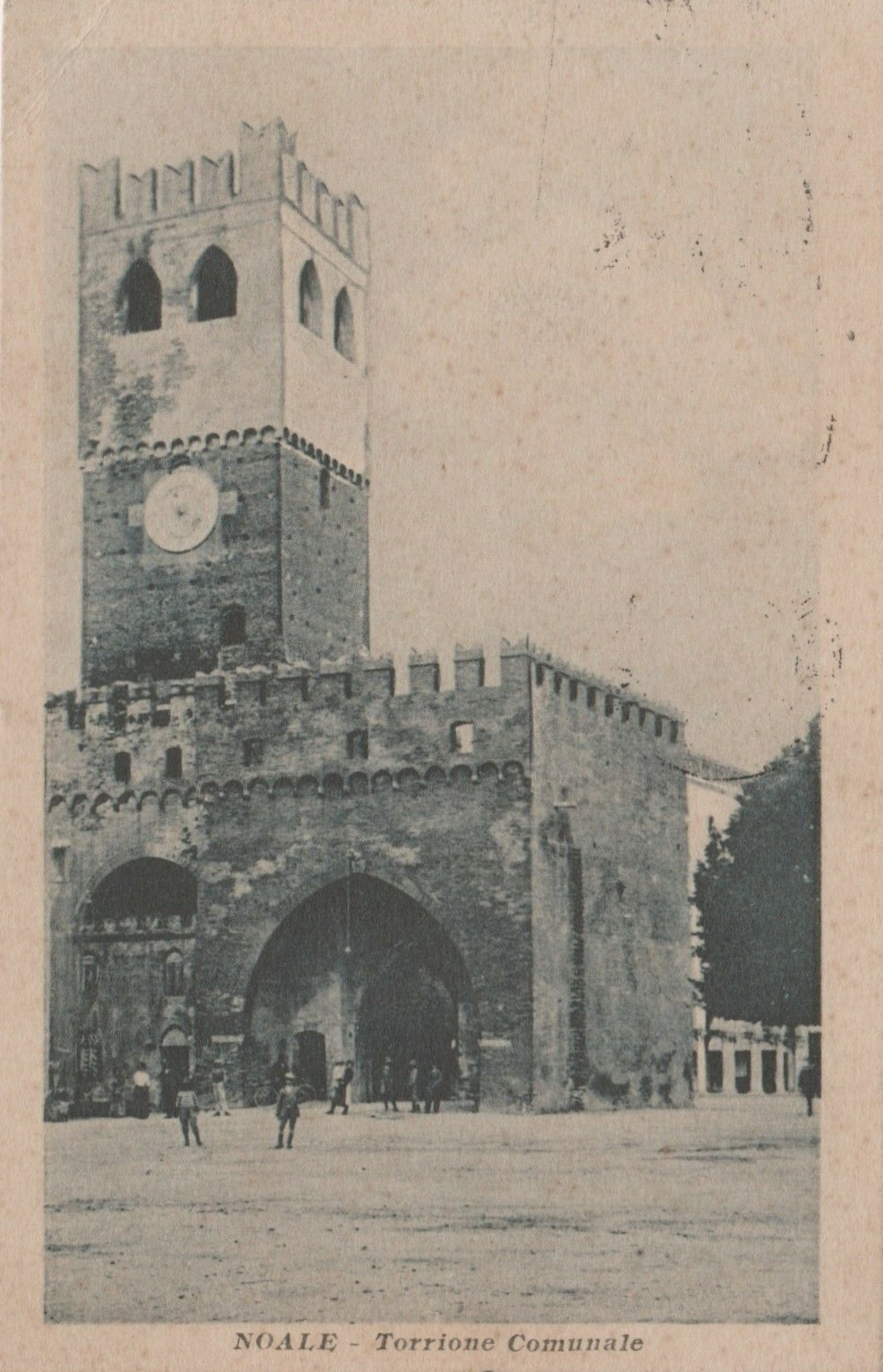
La torre nel 1917
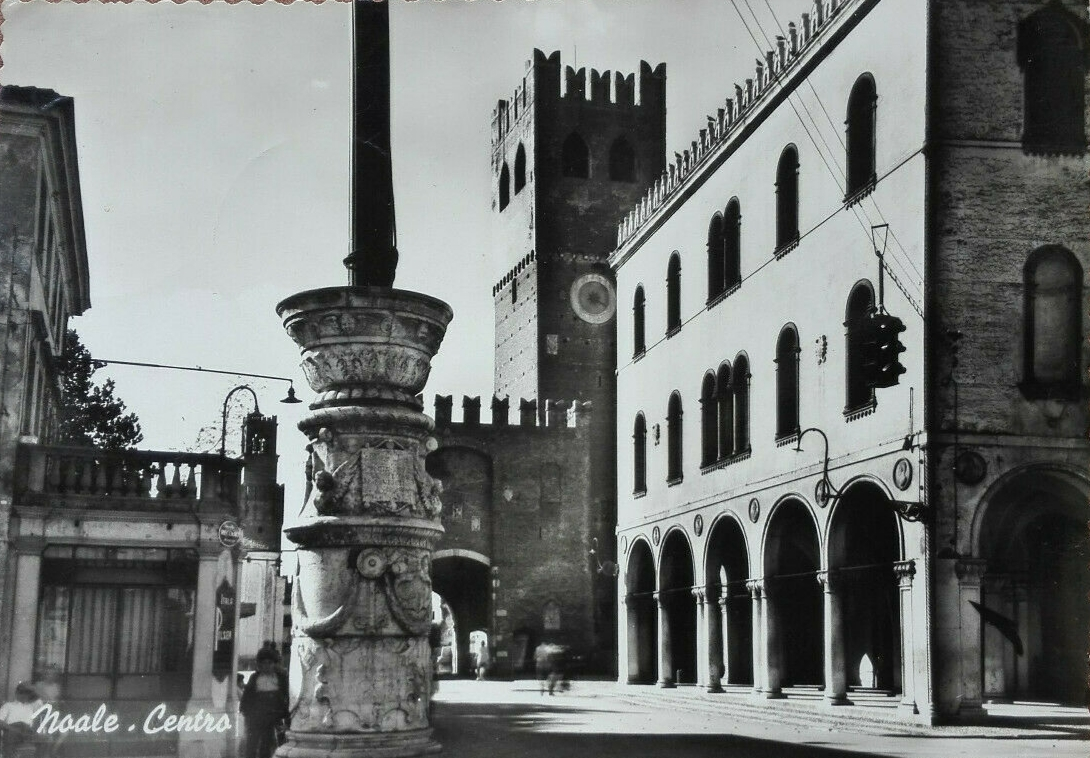
Il centro di Noale negli anni 1950
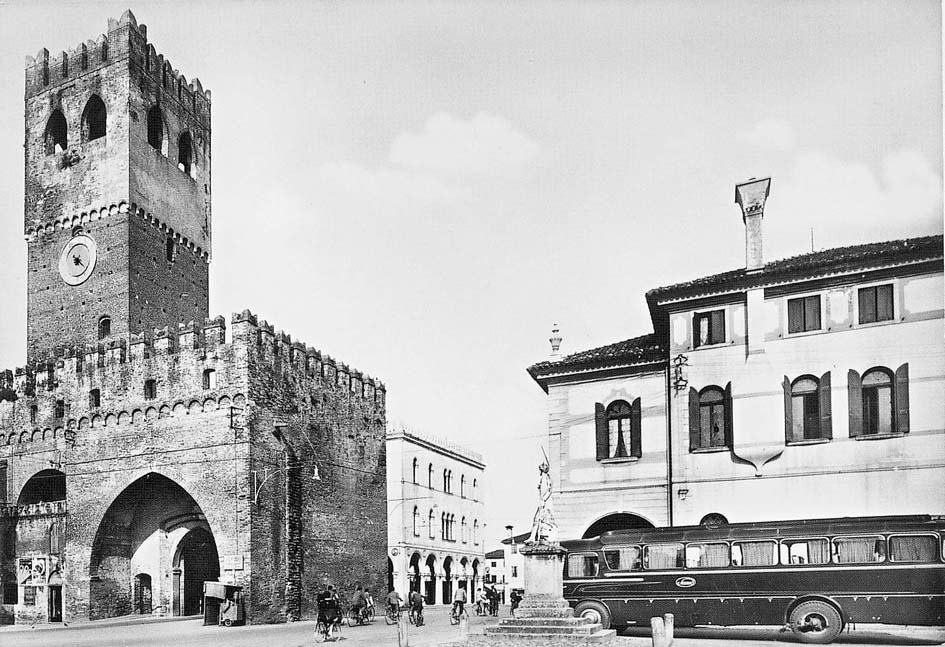
Piazza Castello nel 1960
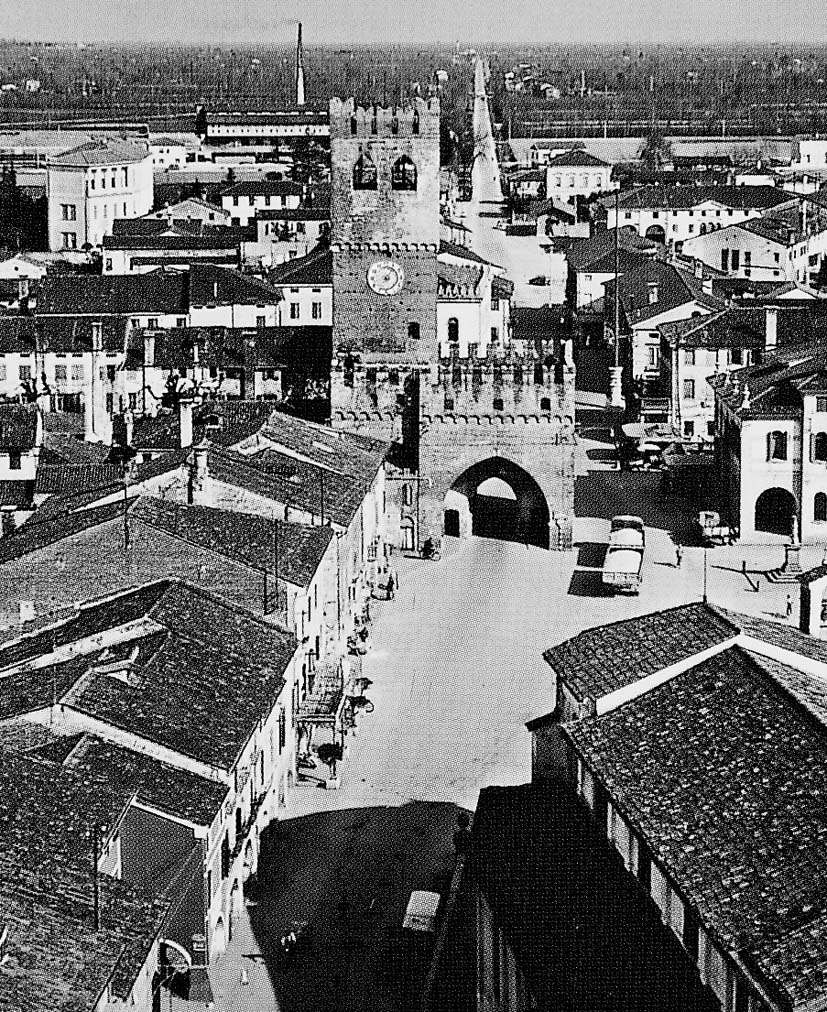
Vista dalla Torre del Cervo
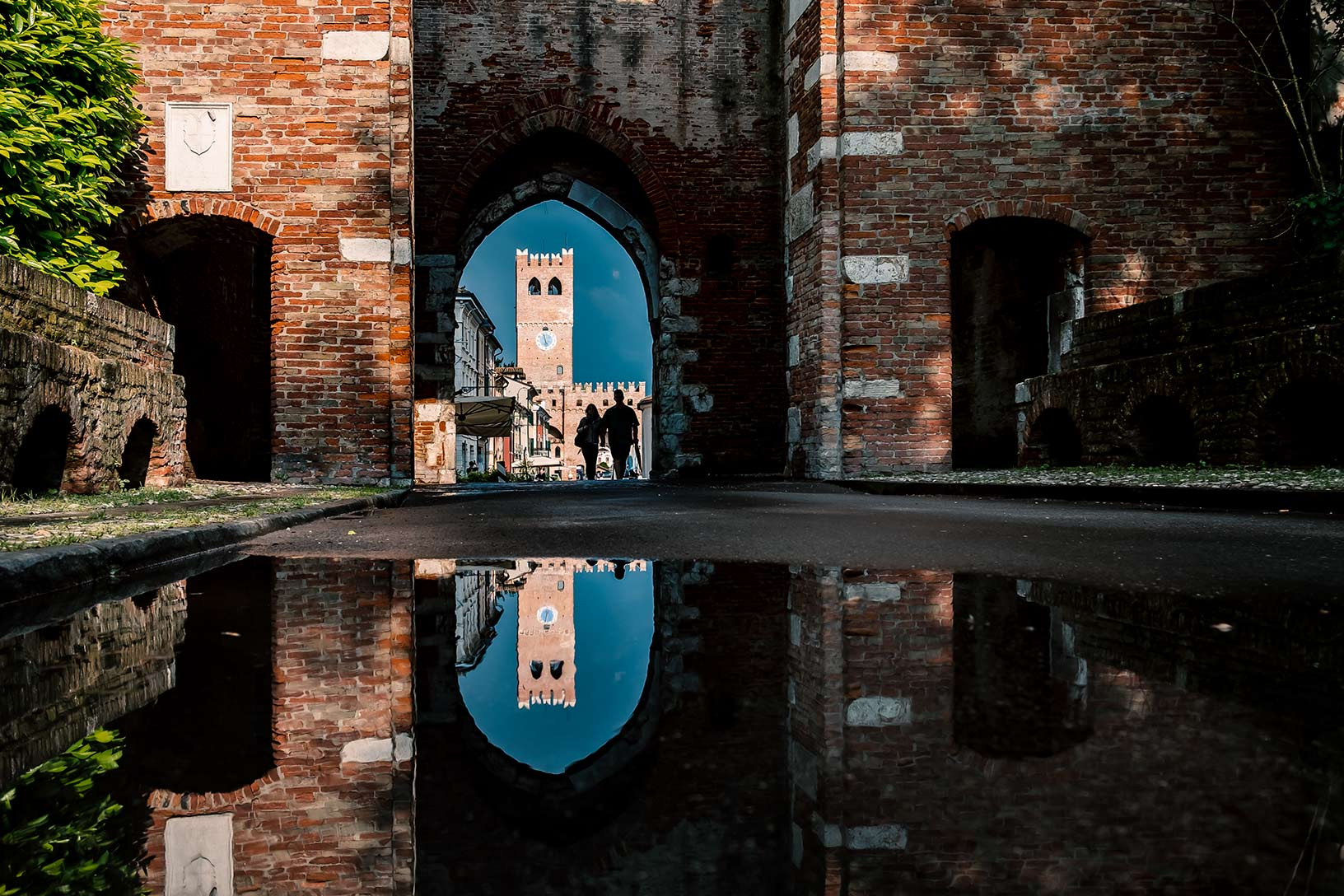
Wiki Loves Monuments 2018
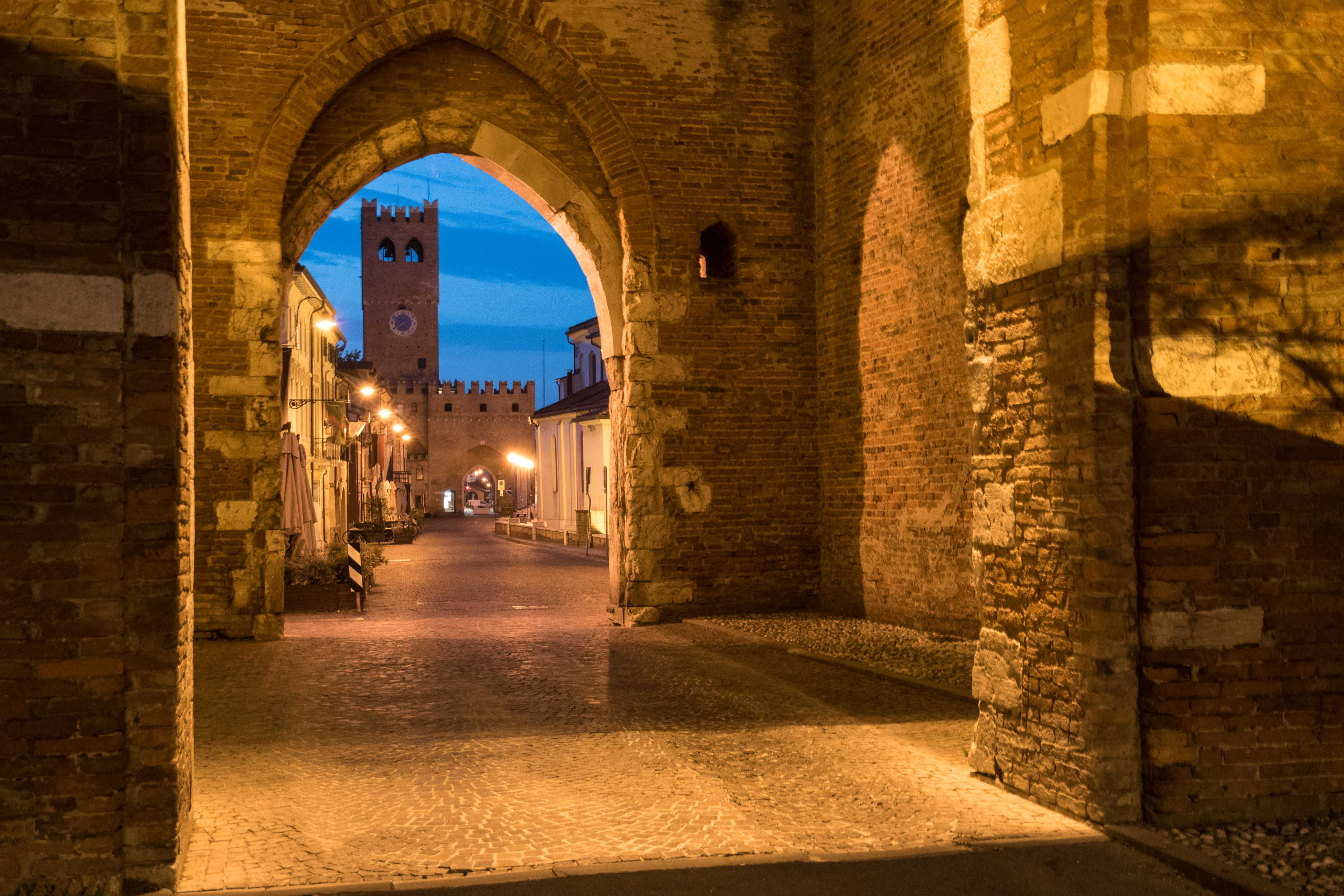
Wiki Loves Monuments 2018